# Lemsdorf
Lemsdorf, Magdeburg-Lemsdorf – dzielnica miasta Magdeburg w Niemczech, w kraju związkowym Saksonia-Anhalt. 